# Anhalts voetbalkampioenschap
Het Anhalts voetbalkampioenschap (Duits: Gauliga Anhalt) was een van de regionale voetbalcompetities van de Midden-Duitse voetbalbond, die bestond van 1909 tot 1933. De kampioen plaatste zich telkens voor de Midden-Duitse eindronde en maakte zo ook kans op de nationale eindronde. Van 1919 tot 1923 werden de clubs ondergebracht in de Kreisliga Elbe tot 1923 als tweede klasse, daarna werd de competitie terug zelfstandig als Gauliga Anhalt. 
In 1933 kwam de Nationaalsocialistische Duitse Arbeiderspartij aan de macht en werden de overkoepelende voetbalbonden en hun talloze onderverdelingen opgeheven om plaats te maken voor de nieuwe Gauliga. De competitie van Anhalt bleef wel bestaan, maar werd nu de derde klasse (Kreisklasse). De clubs uit Anhalt werden niet goed genoeg bevonden voor de Gauliga Mitte en voor de Bezirksklasse Magdeburg-Anhalt kwalificeerden zich vier clubs. 

## Erelijst
- 1910 Cöthener FC 02
- 1911 Cöthener FC 02
- 1912 Cöthener FC 02
- 1913 Cöthener FC 02
- 1914 Cöthener FC 02
- 1915 Competitie niet voltooid
- 1916 Geen competitie
- 1917 Cöthener FC 02
- 1918 SV 07 Bernburg
- 1919 SV Viktoria 1903 Zerbst
- 1920 TuSV Dessau (*)
- 1921 SV Dessau 98 (*)
- 1922 SV Dessau 05 (*)
- 1923 Cöthener FC Germania 03 (*)
- 1924 SV Cöthen 02
- 1925 SV Cöthen 02
- 1926 SV Viktoria 1903 Zerbst
- 1927 SC Köthen 09
- 1928 SC Köthen 09
- 1929 SV Köthen 02
- 1930 SV Wacker Bernburg
- 1931 SV Wacker Bernburg
- 1932 SV Viktoria 1903 Zerbst
- 1933 SV Viktoria 1903 Zerbst

(*) Kampioen op niveau tweede klasse

### Kampioenen
| Club                    | Titels |
| ----------------------- | ------ |
| SV Köthen 02            | 9      |
| SV Viktoria 1903 Zerbst | 4      |
| SV Wacker Bernburg      | 2      |
| SC Köthen 09            | 2      |
| SV 07 Bernburg          | 1      |

### Seizoenen eerste klasse
Seizoen 1918/19 is niet opgenomen omdat van dat seizoen enkel de kampioen bekend is. Indien een club fuseerde en een andere naam aannam staat deze er apart tussen. Tot 1927 werd de stad Köthen met een C geschreven.
| Club                      | /17 | Periode (1909-1914, 1916-1918, 1923-1933)  |
| ------------------------- | --- | ------------------------------------------ |
| SpVgg 1898 Dessau         | 17  | 1909-1914, 1916-1918, 1923-1933            |
| SV Köthen 02              | 17  | 1909-1914, 1916-1918, 1923-1933            |
| SV 07 Bernburg            | 16  | 1909-1914, 1917-1918, 1923-1933            |
| Köthener FC Germania 03   | 15  | 1909-1914, 1923-1933                       |
| SC Köthen 09              | 15  | 1909-1914, 1916-1917, 1923-1932            |
| 1. SC 1900 Zerbst         | 12  | 1911-1914, 1916-1918, 1923-1926, 1927-1931 |
| SV Wacker Bernburg        | 11  | 1917-1918, 1923-1933                       |
| SV Viktoria 1903 Zerbst   | 10  | 1923-1933                                  |
| SV Dessau 05              | 10  | 1923-1933                                  |
| SV Germania 08 Roßlau     | 8   | 1916-1917, 1923-1929, 1932-1933            |
| FC Viktoria 1903 Zerbst   | 7   | 1909-1914, 1916-1918                       |
| Dessauer FC 05            | 6   | 1909-1914, 1916-1917                       |
| SC Dessau 1911            | 5   | 1916-1917, 1926-1927, 1930-1933            |
| SV Viktoria 1904 Güsten   | 4   | 1928-1930, 1931-1933                       |
| FC 1915 Dellnau           | 3   | 1916-1918, 1923-1924                       |
| FC Burgund Bernburg       | 1   | 1923-1924                                  |
| Dessauer FC Germania 1911 | 1   | 1913-1914                                  |
| SV Hertha Zerbst          | 1   | 1916-1917                                  |

1909/10 · 1910/11 · 1911/12 · 1912/13 · 1913/14 · 1914/15 · 1915/16 · 1916/17 · 1917/18 · 1918/19 · 1923/24 · 1924/25 · 1925/26 · 1926/27 · 1927/28 · 1928/29 · 1929/30 · 1930/31 · 1931/32 · 1932/33